# 2006 au cinéma
| Années du cinéma : 2003 - 2004 - 2005 - 2006 - 2007 - 2008 - 2009    |
| Décennies du cinéma : 1970 - 1980 - 1990 - 2000 - 2010 - 2020 - 2030 |

Cet article présente les faits marquants de l'année 2006 au cinéma.

## Festivals

### Cannes
- Le 59e Festival de Cannes s'est tenu du 17 au 28 mai et a été présidé par Wong Kar-wai avec Vincent Cassel pour maître de cérémonie.

### Autres festivals
- du 12 au 22 janvier : 12e Semaine du cinéma britannique d'Abbeville.
- du 19 au 29 janvier : Sundance Film Festival.
- du 25 au 29 janvier : 13e Fantastic'Arts de Gerardmer présidé par Hideo Nakata.
- du 9 au 19 février : 56e Festival international du film de Berlin présidé par Charlotte Rampling.
- du 8 au 12 mars : 8e Festival du film asiatique de Deauville.
- du 10 au 19 mars : 28e Festival international de films de femmes de Créteil.
- du 12 au 19 mars : 20e Festival international de films de Fribourg (FIFF)
- du 6 au 9 avril : 24e Festival du film policier de Cognac.
- du 10 au 15 avril : 7e Festival international du film d'Aubagne - Music & Cinema[1].
- du 5 au 10 juin : 30e Festival international du film d'animation d'Annecy.
- du 27 juin au 11 juillet : 4e Festival Paris Cinéma
- du 4 au 8 juillet : 6e Festival international du film fantastique de Neuchâtel
- du 1er au 10 septembre : 32e Festival du cinéma américain de Deauville.
- du 30 août au 9 septembre : 63e Mostra de Venise.
- du 22 novembre au 26 novembre : 14e Festival du cinéma russe à Honfleur : Grand prix : Loin de Sunset Boulevard (Далеко от Сансет-бульвара), 2005, de Igor Minaiev

## Récompenses

### Oscars
- La 78e cérémonie des Oscars se déroule le 5 mars. La soirée est animée par Jon Stewart.

### Césars
- La 31e cérémonie des Césars se déroule le 25 février. La soirée est animée par Valérie Lemercier.

### Italie

#### Prix David di Donatello
- Meilleur film : Le Caïman (Il Caimano) de Nanni Moretti
- Meilleur réalisateur : Nanni Moretti pour Le Caïman (Il Caimano)

#### Ruban d'argent
- Meilleur film : Romanzo criminale de Michele Placido

### Jutra
- La 8e cérémonie des prix Jutra se déroule le 19 mars. La soirée est animée par Normand Brathwaite.
  - Meilleur film québécois C.R.A.Z.Y. de Jean-Marc Vallée (qui obtient aussi le Billet d'or du film le plus populaire)
  - Meilleur réalisateur Jean-Marc Vallée pour C.R.A.Z.Y.
  - Meilleure actrice Élise Guilbault dans La Neuvaine
  - Meilleur acteur Marc-André Grondin dans C.R.A.Z.Y.

### Autres récompenses
- Prix Romy-Schneider : Mélanie Laurent.

## Box-Office

### France
| Class.                     | Titre                                             | Pays       | Réalisateur       | Box-Office France  | Semaines     |
| -------------------------- | ------------------------------------------------- | ---------- | ----------------- | ------------------ | ------------ |
| 1.                         | Les Bronzés 3 : Amis pour la vie                  |            | Patrice Leconte   | 10 355 928 entrées | 15 sem (fin) |
| 2.                         | Pirates des Caraïbes : Le Secret du coffre maudit | États-Unis | Gore Verbinski    | 6 655 663 entrées  | 19 sem (fin) |
| 3.                         | L'Âge de glace 2                                  | États-Unis | Carlos Saldanha   | 6 642 528 entrées  | 22 sem (fin) |
| 4.                         | Arthur et les Minimoys                            |            | Luc Besson        | 6 396 989 entrées  | 24 sem (fin) |
| 5.                         | Camping                                           |            | Fabien Onteniente | 5 489 008 entrées  | 24 sem (fin) |
| Source : cbo-boxoffice.com |                                                   |            |                   |                    |              |

### États-Unis-Canada
| Class.                                                    | Titre                                             | Pays       | Réalisateur                    | Box-Office Us | Date de sortie |
| --------------------------------------------------------- | ------------------------------------------------- | ---------- | ------------------------------ | ------------- | -------------- |
| 1.                                                        | Pirates des Caraïbes : Le Secret du coffre maudit | États-Unis | Gore Verbinski                 | 423.315.812 $ | 07/07/2006     |
| 2.                                                        | La Nuit au musée                                  | États-Unis | Shawn Levy                     | 250.863.268 $ | 22/12/2006     |
| 3.                                                        | Cars                                              | États-Unis | John Lasseter                  | 244.082.982 $ | 05/05/2006     |
| 4.                                                        | X-Men : L'Affrontement final                      | États-Unis | Brett Ratner                   | 234.362.462 $ | 26/05/2006     |
| 5.                                                        | Da Vinci Code                                     | États-Unis | Ron Howard                     | 217.536.138 $ | 19/05/2006     |
| 6.                                                        | Superman Returns                                  | États-Unis | Bryan Singer                   | 200.081.192 $ | 28/06/2006     |
| 7.                                                        | Happy Feet                                        | États-Unis | George Miller                  | 198.000.317 $ | 17/11/2006     |
| 8.                                                        | L'Âge de glace 2                                  | États-Unis | Carlos Saldanha                | 195.330.621 $ | 31/03/2006     |
| 9.                                                        | Casino Royale                                     | États-Unis | Martin Campbell                | 167.445.960 $ | 17/11/2006     |
| 10.                                                       | À la recherche du bonheur                         | États-Unis | Gabriele Muccino               | 163.566.459 $ | 15/12/2006     |
| 11.                                                       | Nos voisins, les hommes                           | États-Unis | Tim Johnson, Karey Kirkpatrick | 155.019.340 $ | 19/05/2006     |
| 12.                                                       | Talladega Nights                                  | États-Unis | Adam McKay                     | 148.213.377 $ | 04/08/2006     |
| 13.                                                       | Click : télécommandez votre vie                   | États-Unis | Frank Coraci                   | 137.355.633 $ | 23/06/2006     |
| 14.                                                       | Mission impossible 3                              | États-Unis | J. J. Abrams                   | 134.029.801 $ | 05/05/2006     |
| 15.                                                       | Les Infiltrés                                     | États-Unis | Martin Scorsese                | 132.384.315 $ | 06/10/2006     |
| 16.                                                       | Borat                                             | États-Unis | Larry Charles                  | 128.505.958 $ | 03/11/2006     |
| 17.                                                       | Le diable s'habille en Prada                      | États-Unis | David Frankel                  | 124.740.460 $ | 30/06/2006     |
| 18.                                                       | La Rupture                                        | États-Unis | Peyton Reed                    | 118.703.275 $ | 02/06/2006     |
| 19.                                                       | Dreamgirls                                        | États-Unis | Bill Condon                    | 118.703.275 $ | 15/12/2006     |
| Box-Office Us 2006 - Films supérieurs à 100 millions de $ |                                                   |            |                                |               |                |
| Source : boxofficemojo.com                                |                                                   |            |                                |               |                |

## Principales sorties en salles en France

### Premier trimestre
| Sortie à Paris                                    | Titre                                                | Pays                 | Réalisateur                          | Distribution                                                                                          |
| ------------------------------------------------- | ---------------------------------------------------- | -------------------- | ------------------------------------ | --- |
| 4 jan.                                            | Good Night and Good Luck                             | États-Unis           | George Clooney                       | David Strathairn, George Clooney                                                                      |
| 4 jan.                                            | Lord of War                                          | États-Unis           | Andrew Niccol                        | Nicolas Cage, Ethan Hawke, Jared Leto                                                                 |
| 4 jan.                                            | Une vie inachevée (An Unfinished Life)               | États-Unis           | Lasse Hallström                      | Jennifer Lopez, Robert Redford, Josh Lucas                                                            |
| 4 jan.                                            | Bad News Bears                                       | États-Unis           | Richard Linklater                    | Billy Bob Thornton, Greg Kinnear                                                                      |
| 4 jan.                                            | Basket Academy (Rebound)                             | États-Unis           | Steve Carr                           | Martin Lawrence, Wendy Raquel Robinson                                                                |
| 4 jan.                                            | Appelez-moi Kubrick (Colour Me Kubrick)              |                      | Brian W. Cook                        | John Malkovich, Marc Warren                                                                           |
| 4 jan.                                            | Une nuit (Yek Shab)                                  |                      | Niki Karimi                          | Hanieh Tavassoli, Nader Torkaman                                                                      |
| 11 jan.                                           | La rumeur court... (Rumor Has It… )                  | États-Unis           | Rob Reiner                           | Jennifer Aniston, Shirley MacLaine, Mark Ruffalo                                                      |
| 11 jan.                                           | Je vous trouve très beau                             |                      | Isabelle Mergault                    | Michel Blanc, Medeea Marinescu                                                                        |
| 11 jan.                                           | Jarhead : La Fin de l'innocence (Jarhead)            | États-Unis           | Sam Mendes                           | Jake Gyllenhaal, Jamie Foxx, Peter Sarsgaard                                                          |
| 11 jan.                                           | Madame Henderson présente (Mrs. Henderson presents)  | États-Unis           | Stephen Frears                       | Judi Dench, Bob Hoskins                                                                               |
| 11 jan.                                           | Le Boss (The Man)                                    | États-Unis           | Les Mayfield                         | Samuel L. Jackson, Eugene Levy                                                                        |
| 11 jan.                                           | La Crypte (The Cave)                                 | États-Unis           | Bruce Hunt                           | Cole Hauser, Morris Chestnut                                                                          |
| 18 jan.                                           | Bandidas                                             | États-Unis · Mexique | Joachim Roenning et Espen Sandberg   | Salma Hayek, Penélope Cruz, Steve Zahn                                                                |
| 18 jan.                                           | Un ticket pour l'espace                              |                      | Éric Lartigau                        | Kad Merad, Olivier Baroux, Marina Foïs                                                                |
| 18 jan.                                           | Le Secret de Brokeback Mountain (Brokeback Mountain) | États-Unis           | Ang Lee                              | Jake Gyllenhaal, Heath Ledger, Michelle Williams                                                      |
| 18 jan.                                           | Pompoko (Heisei tanuki gassen pompoko)               | Japon                | Isao Takahata                        | |
| 18 jan.                                           | C'est pas tout à fait la vie dont j'avais rêvé       |                      | Michel Piccoli                       | Roger Jendly, Michèle Gleizer, Elisabeth Margoni                                                      |
| 25 jan.                                           | Rochester, le dernier des libertins                  |                      | Laurence Dunmore                     | Johnny Depp, John Malkovich, Samantha Morton                                                          |
| 25 jan.                                           | Vers le sud                                          |                      | Laurent Cantet                       | Charlotte Rampling, Karen Young, Louise Portal                                                        |
| 1er fév.                                          | Les Bronzés 3 : Amis pour la vie                     |                      | Patrice Leconte                      | Josiane Balasko, Michel Blanc, Marie-Anne Chazel, Christian Clavier, Gérard Jugnot, Thierry Lhermitte |
| 1er fév.                                          | Bambi 2                                              | États-Unis           | Brian Pimental                       | |
| 8 fév.                                            | Æon flux                                             | États-Unis           | Karyn Kusama                         | Charlize Theron, Marton Csokas                                                                        |
| 8 fév.                                            | Incontrôlable                                        |                      | Raffy Shart                          | Michaël Youn, Hélène de Fougerolles, Hippolyte Girardot                                               |
| 8 fév.                                            | Nanny McPhee                                         | États-Unis           | Kirk Jones                           | Emma Thompson, Colin Firth                                                                            |
| 8 fév.                                            | Toute la beauté du monde                             |                      | Marc Esposito                        | Marc Lavoine, Zoé Félix                                                                               |
| 15 fév.                                           | Fauteuils d'orchestre                                |                      | Danièle Thompson                     | Cécile de France, Valérie Lemercier, Albert Dupontel, Claude Brasseur                                 |
| 15 fév.                                           | Le Nouveau monde                                     | États-Unis           | Terrence Malick                      | Colin Farrell, Christopher Plummer, Christian Bale                                                    |
| 15 fév.                                           | Walk the Line                                        | États-Unis           | James Mangold                        | Joaquin Phoenix, Reese Witherspoon                                                                    |
| 22 fév.                                           | Braqueurs amateurs (Fun with Dick and Jane)          | États-Unis           | Dean Parisot                         | Jim Carrey, Tea Leoni                                                                                 |
| 22 fév.                                           | L'Ivresse du pouvoir                                 |                      | Claude Chabrol                       | Isabelle Huppert, François Berléand, Patrick Bruel                                                    |
| 22 fév.                                           | Réussir ou mourir (Get Rich or die tryin)            | États-Unis           | Jim Sheridan                         | 50 cent                                                                                               |
| 22 fév.                                           | Syriana                                              | États-Unis           | Stephen Gaghan                       | George Clooney, Matt Damon, Jeffrey Wright                                                            |
| 1er mars                                          | Mémoires d'une geisha (Memoirs of a Geisha)          | États-Unis           | Rob Marshall                         | Zhang Ziyi                                                                                            |
| 8 mars                                            | Dérapage (Derailed')                                 | États-Unis           | Mikael Hafstrom                      | Clive Owen, Jennifer Aniston, Vincent Cassel                                                          |
| 8 mars                                            | La Panthère rose (The Pink Panther)                  | États-Unis           | Shawn Levy                           | Steve Martin, Kevin Kline, Jean Reno                                                                  |
| 8 mars                                            | Truman Capote (Capote)                               | États-Unis           | Bennett Miller                       | Philip Seymour Hoffman                                                                                |
| 8 mars                                            | Underworld 2 : Évolution (Underworld : Evolution)    | États-Unis           | Len Wiseman                          | Kate Beckinsale                                                                                       |
| 15 mars                                           | Du jour au lendemain                                 |                      | Philippe Le Guay                     | Benoît Poelvoorde                                                                                     |
| 15 mars                                           | Essaye-moi                                           |                      | Pierre-François Martin-Laval         | Pierre-François Martin-Laval, Julie Depardieu, Pierre Richard                                         |
| 22 mars                                           | Big Mamma 2                                          | États-Unis           | John Whitesell                       | Martin Lawrence, Elton LeBlanc                                                                        |
| 22 mars                                           | Conversaciones con Mama                              | Espagne              | Santiago Carlos Oves                 | China Zorrilla                                                                                        |
| 22 mars                                           | Destination finale 3                                 | États-Unis           | James Wong                           | Mary Elizabeth Winstead, Ryan Merriman                                                                |
| 22 mars                                           | La Planète blanche                                   |                      | Thierry Piantanida, Thierry Ragobert | |
| 22 mars                                           | Le Passager                                          |                      | Éric Caravaca                        | Yann Goven, Julie Depardieu                                                                           |
| 22 mars                                           | Romanzo criminale                                    |                      | Michele Placido                      | Kim Rossi Stuart, Stefano Accorsi                                                                     |
| 29 mars                                           | Basic Instinct 2                                     | États-Unis           | Michael Caton-Jones                  | Sharon Stone, David Morrissey, Charlotte Rampling                                                     |
| 29 mars                                           | La Doublure                                          |                      | Francis Veber                        | Gad Elmaleh, Alice Taglioni, Daniel Auteuil                                                           |
| Les dates de sortie sont sujettes à modifications |                                                      |                      |                                      | |

### Deuxième trimestre
| Sortie à Paris                                    | Titre                               | Pays       | Réalisateur                     | Distribution                                                                          |
| ------------------------------------------------- | ----------------------------------- | ---------- | ------------------------------- | ------------------------------------------------------------------------------------- |
| 5 avril                                           | Enfermés dehors                     |            | Albert Dupontel                 | Claude Perron, Albert Dupontel, Nicolas Marié                                         |
| 5 avril                                           | Jean-Philippe                       |            | Laurent Tuel                    | Johnny Hallyday, Fabrice Luchini                                                      |
| 5 avril                                           | L'Âge de glace 2                    | États-Unis | Carlos Saldanha                 |                                                                                       |
| 12 avril                                          | Astérix et les Vikings              |            | Jesper Moller, Stefan Fjeldmark |                                                                                       |
| 12 avril                                          | Inside Man : L'Homme de l'intérieur | États-Unis | Spike Lee                       | Denzel Washington, Clive Owen, Jodie Foster                                           |
| 12 avril                                          | Les Brigades du Tigre               |            | Jérôme Cornuau                  | Clovis Cornillac, Diane Kruger, Édouard Baer                                          |
| 19 avril                                          | OSS 117 : Le Caire, nid d'espions   |            | Michel Hazanavicius             | Jean Dujardin, Bérénice Bejo, Aure Atika                                              |
| 19 avril                                          | V pour Vendetta                     | États-Unis | James McTeigue                  | Natalie Portman, Hugo Weaving                                                         |
| 26 avril                                          | Camping                             |            | Fabien Onteniente               | Gérard Lanvin, Mathilde Seigner, Franck Dubosc                                        |
| 26 avril                                          | Silent Hill                         | États-Unis | Christophe Gans                 | Radha Mitchell, Laurie Holden, Sean Bean                                              |
| 3 mai                                             | Mission impossible 3                | États-Unis | J. J. Abrams                    | Tom Cruise, Ving Rhames, Laurence Fishburne, Philip Seymour Hoffman                   |
| 3 mai                                             | Quatre étoiles                      |            | Christian Vincent               | José Garcia, Isabelle Carré, François Cluzet                                          |
| 17 mai                                            | Da Vinci Code                       | États-Unis | Ron Howard                      | Tom Hanks, Audrey Tautou, Jean Reno                                                   |
| 19 mai                                            | Volver                              | Espagne    | Pedro Almodóvar                 | Penélope Cruz, Carmen Maura, Lola Duenas                                              |
| 22 mai                                            | Le Caïman                           |            | Nanni Moretti                   | Silvio Orlando, Margherita Buy, Jasmine Trinca                                        |
| 24 mai                                            | Marie-Antoinette                    | États-Unis | Sofia Coppola                   | Kirsten Dunst, Jason Schwartzman                                                      |
| 24 mai                                            | X-Men : L'Affrontement final        | États-Unis | Brett Ratner                    | Hugh Jackman, Halle Berry, Patrick Stewart                                            |
| 7 juin                                            | American Dreamz                     | États-Unis | Paul Weitz                      | Hugh Grant, Dennis Quaid                                                              |
| 7 juin                                            | Le Passager de l'été                |            | Florence Moncorgé-Gabin         | Catherine Frot, Laura Smet, Grégori Dérangère, François Berléand, Mathilde Seigner    |
| 14 juin                                           | Cars                                | États-Unis | John Lasseter                   |                                                                                       |
| 14 juin                                           | On va s'aimer                       |            | Ivan Calberac                   | Julien Boisselier, Alexandra Lamy, Mélanie Doutey, Gilles Lellouche                   |
| 14 juin                                           | Poséidon                            | États-Unis | Wolfgang Petersen               | Josh Lucas, Kurt Russell                                                              |
| 21 juin                                           | L'Entente Cordiale                  |            | Vincent de Brus                 | Christian Clavier, Daniel Auteuil                                                     |
| 21 juin                                           | La Rupture                          | États-Unis | Peyton Reed                     | Jennifer Aniston, Vince Vaughn                                                        |
| 21 juin                                           | Scary Movie 4                       | États-Unis | David Zucker                    | Anna Faris, Regina Hall, Leslie Nielsen, Shaquille O'Neal                             |
| 21 juin                                           | La colline a des yeux               | États-Unis | Alexandre Aja                   | Aaron Stanford, Ted Levine, Kathleen Quinlan, Vinessa Shaw, Emilie de Ravin, Dan Byrd |
| 21 juin                                           | Mes copines                         |            | Sylvie Ayme                     | Stéphanie Sokolinski, Djena Tsimba, Anne-Sophie Franck, Léa Seydoux                   |
| 28 juin                                           | Tideland                            | États-Unis | Terry Gilliam                   | Jodelle Ferland, Jeff Bridges, Jennifer Tilly                                         |
| Les dates de sortie sont sujettes à modifications |                                     |            |                                 |                                                                                       |

### Troisième trimestre
| Sortie à Paris                                    | Titre                                             | Pays       | Réalisateur            | Distribution                                                      |
| ------------------------------------------------- | ------------------------------------------------- | ---------- | ---------------------- | ----------------------------------------------------------------- |
| 5 juil.                                           | Nos voisins, les hommes (Over the Hedge)          | États-Unis | Tim Johnson            | Voix de : Bruce Willis, Garry Shandling                           |
| 12 juil.                                          | Superman Returns                                  | États-Unis | Bryan Singer           | Brandon Routh, Kate Bosworth                                      |
| 12 juil.                                          | Vol 93                                            | États-Unis | Paul Greengrass        |                                                                   |
| 12 juil.                                          | La Jungle                                         |            | Matthieu Delaporte     | Patrick Mille, Guillaume Gallienne                                |
| 19 juil.                                          | Garfield 2                                        | États-Unis | Tim Hill               | Bob Hoskins, Jennifer Love Hewitt                                 |
| 26 juil.                                          | Stay                                              | États-Unis | Marc Forster           | Ewan McGregor, Naomi Watts, Bob Hoskins                           |
| 26 juil.                                          | Entre deux rives                                  | États-Unis | Alejandro Agresti      | Keanu Reeves, Sandra Bullock                                      |
| 2 août                                            | Pirates des Caraïbes : Le Secret du coffre maudit | États-Unis | Gore Verbinski         | Johnny Depp, Orlando Bloom                                        |
| 9 août                                            | Bleu d'enfer                                      | États-Unis | John Stockwell         | Paul Walker, Jessica Alba                                         |
| 9 août                                            | La Tourneuse de pages                             |            | Denis Dercourt         | Catherine Frot, Déborah François, Pascal Greggory                 |
| 9 août                                            | Lucas, fourmi malgré lui (Ant Bully)              | États-Unis | John A. Davis          | Voix de : Nicolas Cage, Julia Roberts, Meryl Streep               |
| 16 août                                           | Ça brûle                                          |            | Claire Simon           | Camille Varenne, Gilbert Melki                                    |
| 16 août                                           | J'invente rien                                    |            | Michel Leclerc         | Kad Merad, Elsa Zylberstein, Claude Brasseur, Patrick Chesnais    |
| 16 août                                           | La Science des rêves                              |            | Michel Gondry          | Gael García Bernal, Alain Chabat, Charlotte Gainsbourg, Miou-Miou |
| 16 août                                           | Lassie                                            | États-Unis | Charles Sturridge      | Peter O'Toole, Samantha Morton                                    |
| 16 août                                           | Miami Vice : Deux flics à Miami                   | États-Unis | Michael Mann           | Colin Farrell, Jamie Foxx                                         |
| 23 août                                           | La Jeune Fille de l'eau                           | États-Unis | M. Night Shyamalan     | Paul Giamatti, Bryce Dallas Howard                                |
| 23 août                                           | Monster House                                     | États-Unis | Gil Kenan              |                                                                   |
| 23 août                                           | Selon Charlie                                     |            | Nicole Garcia          | Benoît Magimel, Vincent Lindon                                    |
| 30 août                                           | Des serpents dans l'avion                         | États-Unis | David R. Ellis         | Samuel L. Jackson                                                 |
| 30 août                                           | Le Pressentiment                                  |            | Jean-Pierre Darroussin | Jean-Pierre Darroussin, Didier Bezace                             |
| 30 août                                           | The Sentinel                                      | États-Unis | Clark Johnson          | Michael Douglas, Kiefer Sutherland, Kim Basinger, Eva Longoria    |
| 6 sept.                                           | Je vais bien, ne t'en fais pas                    |            | Philippe Lioret        | Mélanie Laurent, Kad Merad                                        |
| 13 sept.                                          | Ma Super Ex                                       | États-Unis | Ivan Reitman           | Uma Thurman, Luke Wilson                                          |
| 13 sept.                                          | Quand j'étais chanteur                            |            | Xavier Giannoli        | Gérard Depardieu, Cécile de France                                |
| 20 sept.                                          | Président                                         |            | Lionel Delplanque      | Albert Dupontel, Mélanie Doutey, Jérémie Renier                   |
| 20 sept.                                          | World Trade Center                                | États-Unis | Oliver Stone           | Nicolas Cage                                                      |
| 27 sept.                                          | Indigènes                                         |            | Rachid Bouchareb       | Jamel Debbouze, Samy Naceri, Roschdy Zem                          |
| Les dates de sortie sont sujettes à modifications |                                                   |            |                        |                                                                   |

### Quatrième trimestre
| Sortie à Paris                                    | Titre                              | Pays       | Réalisateur                                | Distribution                                                                          |
| ------------------------------------------------- | ---------------------------------- | ---------- | ------------------------------------------ | ------------------------------------------------------------------------------------- |
| 4 octobre                                         | Click : télécommandez votre vie    | États-Unis | Frank Coraci                               | Adam Sandler, Kate Beckinsale, Christopher Walken                                     |
| 4 octobre                                         | Le Grand Meaulnes                  |            | Jean-Daniel Verhaeghe                      | Nicolas Duvauchelle, Jean-Baptiste Maunier, Clémence Poésy                            |
| 4 octobre                                         | Le Parfum, histoire d'un meurtrier | États-Unis | Tom Tykwer                                 | Ben Whishaw, Dustin Hoffman, Alan Rickman                                             |
| 11 octobre                                        | Friends with Money                 | États-Unis | Nicole Holofcener                          | Jennifer Aniston, Frances McDormand, Joan Cusack                                      |
| 11 octobre                                        | L'Homme de sa vie                  |            | Zabou Breitman                             | Bernard Campan, Charles Berling, Léa Drucker                                          |
| 18 octobre                                        | Les rebelles de la forêt           | États-Unis | Anthony Stacchi, Jill Culton, Roger Allers |                                                                                       |
| 18 octobre                                        | Ô Jerusalem                        |            | Élie Chouraqui                             | Saïd Taghmaoui, JJ Feild, Patrick Bruel                                               |
| 25 octobre                                        | Azur et Asmar                      |            | Michel Ocelot                              |                                                                                       |
| 25 octobre                                        | Mémoires de nos pères              | États-Unis | Clint Eastwood                             | Ryan Phillippe, Jesse Bradford, Adam Beach                                            |
| 25 octobre                                        | Poltergay                          |            | Éric Lavaine                               | Clovis Cornillac, Julie Depardieu, Michel Duchaussoy                                  |
| 1er novembre                                      | Le Labyrinthe de Pan               | Espagne    | Guillermo Del Toro                         | Sergi López, Doug Jones                                                               |
| 1er novembre                                      | Ne le dis à personne               |            | Guillaume Canet                            | François Cluzet, Marie-Josée Croze, Guillaume Canet, Nathalie Baye, François Berléand |
| 1er novembre                                      | Prête-moi ta main                  |            | Éric Lartigau                              | Alain Chabat, Charlotte Gainsbourg                                                    |
| 1er novembre                                      | Scoop                              | États-Unis | Woody Allen                                | Woody Allen, Scarlett Johansson                                                       |
| 8 novembre                                        | Désaccord parfait                  |            | Antoine de Caunes                          | Jean Rochefort, Charlotte Rampling, Isabelle Nanty                                    |
| 8 novembre                                        | Le Dahlia noir                     | États-Unis | Brian De Palma                             | Josh Hartnett, Scarlett Johansson                                                     |
| 15 novembre                                       | Babel                              | États-Unis | Alejandro González Iñárritu                | Brad Pitt, Cate Blanchett, Gael Garcia Bernal                                         |
| 15 novembre                                       | Borat                              | États-Unis | Larry Charles                              | Sacha Baron Cohen                                                                     |
| 15 novembre                                       | Le Concile de Pierre               |            | Guillaume Nicloux                          | Monica Bellucci, Catherine Deneuve, Elsa Zylberstein                                  |
| 15 novembre                                       | Le Prestige                        | États-Unis | Christopher Nolan                          | Hugh Jackman, Christian Bale, Scarlett Johansson                                      |
| 22 novembre                                       | Casino Royale                      | États-Unis | Martin Campbell                            | Daniel Craig, Judi Dench, Eva Green                                                   |
| 22 novembre                                       | Cœurs                              |            | Alain Resnais                              | Sabine Azéma, Pierre Arditi, André Dussollier                                         |
| 22 novembre                                       | Saw III                            | États-Unis | Darren Lynn Bousman                        | Tobin Bell, Shawnee Smith, Dina Meyer                                                 |
| 29 novembre                                       | Souris City                        | États-Unis | David Bowers, Henry Anderson, Sam Fell     |                                                                                       |
| 29 novembre                                       | Les Infiltrés                      | États-Unis | Martin Scorsese                            | Leonardo DiCaprio, Matt Damon, Mark Wahlberg                                          |
| 6 décembre                                        | Happy Feet                         | États-Unis | George Miller                              | Voix de : Elijah Wood, Nicole Kidman                                                  |
| 6 décembre                                        | The Last Show                      | États-Unis | Robert Altman                              | Garrison Keillor, Meryl Streep, Lily Tomlin, Lindsay Lohan                            |
| 6 décembre                                        | Madame Irma                        |            | Didier Bourdon                             | Didier Bourdon, Pascal Légitimus, Emmanuelle Béart, Miou-Miou                         |
| 6 décembre                                        | Mauvaise Foi                       |            | Roschdy Zem                                | Roschdy Zem, Cécile de France, Pascal Elbe                                            |
| 13 décembre                                       | Arthur et les Minimoys             |            | Luc Besson                                 |                                                                                       |
| 13 décembre                                       | Déjà vu                            | États-Unis | Tony Scott                                 | Denzel Washington                                                                     |
| 13 décembre                                       | Hors de prix                       |            | Pierre Salvadori                           | Audrey Tautou, Gad Elmaleh, Julie Gayet                                               |
| 20 décembre                                       | Eragon                             | États-Unis | Stefen Fangmeier                           | Jeremy Irons, John Malkovich                                                          |
| 20 décembre                                       | Le Héros de la famille             |            | Thierry Klifa                              | Gérard Lanvin, Catherine Deneuve, Emmanuelle Béart, Miou-Miou                         |
| 20 décembre                                       | Mon meilleur ami                   |            | Patrice Leconte                            | Daniel Auteuil, Dany Boon, Julie Gayet                                                |
| 27 décembre                                       | The Grudge 2                       | États-Unis | Takashi Shimizu                            |                                                                                       |
| 27 décembre                                       | The Fountain                       | États-Unis | Darren Aronofsky                           | Hugh Jackman, Rachel Weisz                                                            |
| 27 décembre                                       | The Holiday                        | États-Unis | Nancy Meyers                               | Cameron Diaz, Kate Winslet, Jude Law, Jack Black                                      |
| Les dates de sortie sont sujettes à modifications |                                    |            |                                            |                                                                                       |

## Principaux décès

### Premier trimestre
- 10 janvier : Philippe Dumat, acteur français de doublage (° 4 mars 1925).
- 13 janvier : 
  - Lita Recio, actrice de doublage français (°1906).
  - Joan Root, réalisatrice britannique.
- 14 janvier : Henri Colpi, réalisateur et scénariste Suisse (° 1921).
- 14 janvier : Shelley Winters, actrice américaine (° 1920).
- 19 janvier : Anthony Franciosa, acteur américain (° 1928).
- 24 janvier : Chris Penn, acteur américain, frère de Sean Penn (° 1965).
- 25 janvier : Anna Malle, actrice porno américaine (° 1967). Décédée d'un accident de la route.
- 3 février : Walerian Borowczyk, réalisateur et scénariste polonais (° 1923).
- 8 février : Thierry Fortineau, acteur français (° 1953).
- 9 février : Phil Brown, acteur américain (° 1916).
- 13 février : Andreas Katsulas, acteur américain (° 1946). Décédé d'un cancer du poumon.
- 14 février : Darry Cowl, acteur et musicien français. (° 1925). Décédé d'un cancer du poumon.
- 17 février :
  - Pierre Jallaud, cinéaste français (° 1922)
  - Evgueni Samoïlov, acteur soviétique (° 1912)
- 20 février : 
  - Catherine Binet, réalisatrice et scénariste française (° 1945)
  - Lou Gigh, actrice britannique (° 1967)
- 24 février : Dennis Weaver, acteur américain (° 1924)
- 24 février : Don Knotts, acteur américain (° 1924)
- 25 février : Darren McGavin, acteur américain (° 1922)
- 23 mars : Pierre Fabre, scénariste et acteur français (° 1933)

### Second trimestre
- 4 avril : Frédérique Huydts, actrice allemande
- 4 avril : Gary Gray, acteur américain
- 11 avril : Daniel Rialet, acteur français (°1960)
- 11 avril : Shin Sang-ok, cinéaste et producteur sud-coréen (°1925)
- 12 avril : Kazuo Kuroki, réalisateur japonais (°1930)
- 16 avril : Philippe Castelli, acteur français (°1925)
- 16 avril : Francisco Adam, acteur portugais (°1983)
- 17 avril : Scott Brazil, réalisateur américain
- 18 avril : Henri Duparc, réalisateur ivoirien (°1941)
- 20 avril : Sylvia de Leur, actrice hollandaise
- 30 mai : Shohei Imamura, réalisateur japonais (°1926)

### Troisième trimestre
- 8 juillet : June Allyson, actrice américaine (°1917)
- 11 juillet : Rasim Ojagov, réalisateur azerbaïdjanais (°1933)
- 14 juillet : Eduards Pāvuls, acteur letton (°1929)
- 19 juillet : 
  - Pascal Renwick, comédien de doublage vocal français  (°1954)
  - Gérard Oury, réalisateur français (°1919)
- 21 juillet : Makoto Iwamatsu, acteur japonais (°1933)
- 30 août : Glenn Ford, acteur américain (°1916)

### Quatrième trimestre
- 12 octobre : Gillo Pontecorvo, réalisateur italien.
- 10 novembre : Anicée Alvina, actrice française (° 1953)
- 20 novembre : Robert Altman, réalisateur américain (° 1925)
- 23 novembre : Philippe Noiret, acteur français (° 1930)
- 1er décembre : Claude Jade, actrice française (° 1948)
- 12 décembre : Peter Boyle, acteur américain (° 1935)